# Nerosagan
Nerosagan var en populär föreställning under tiden efter Neros död år 68 efter Kristus, som gick ut på att kejsaren ännu var i livet och skulle återkomma från parthernas rike för att på nytt styra i Rom.

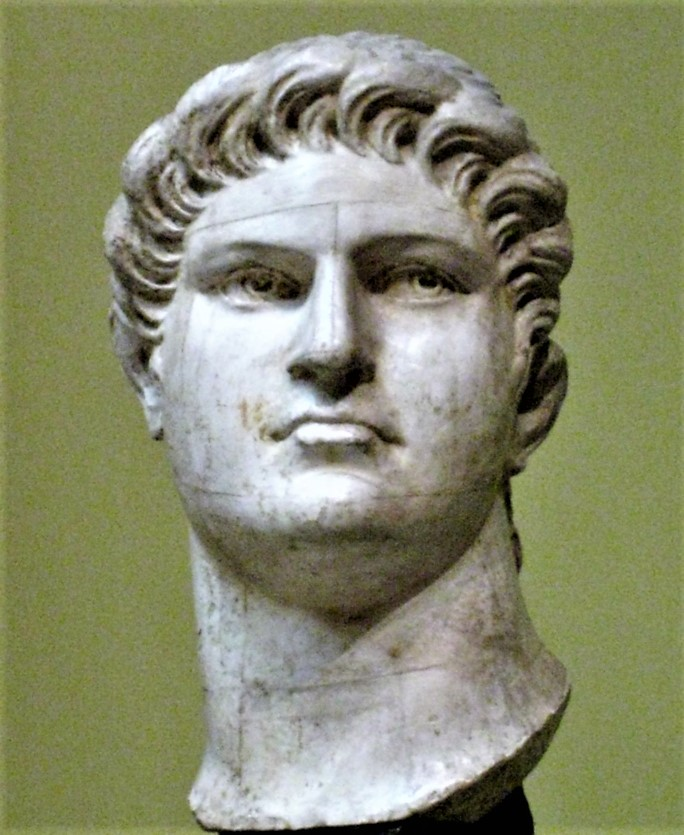
Nero

Enligt de flesta bibelforskare åsyftar de i kapitel 13 och 17 i Uppenbarelseboken omtalade Babyloniska skökan. Det stora sjuhövdade vilddjuret kan tolkas som en följd av sju romerska kejsare, börjande med Nero, som skall återkomma som den åttonde. Som på en gång "den 8:e" och "dock en av de 7". Vilddjurets tal 666 (annan läsart 616) är även talvärdet för "Kaisar Nerôn".